# Verdi (Belgio)
I Verdi (in olandese: Groen), comunemente detti anche Verdi Fiamminghi, sono un partito politico belga; fondato nel 1981 col nome di Agalev (acronimo di Anders GAan LEVen, traducibile con Condurre una vita differente), è stato ridenominato nel 2003.
Affermatosi dall'incontro di vari movimenti ecologisti, di estrazione cattolica e socialista, nati sul finire degli anni settanta, il partito esordì alle elezioni del 1981, in cui conseguì il 2,3% dei voti, ottenendo successivamente risultati compresi tra il 3,7 ed il 4,9%. Nel 1999 raggiunse il 7,0% ed entrò a far parte del governo a guida di Guy Verhofstadt, esponente del VLD. Le elezioni del 2003, invece, hanno segnato un forte calo e un ritorno ai dati del 1981 (2,5%) e senza l'elezione di alcun deputato, nonostante l'apparentamento con SP.a e SPIRIT.
Nelle Fiandre, alle elezioni regionali, i verdi hanno conseguito il 7,1% dei voti nel 1995, salito all'11,6% nel 1999 e ritornato al 7,6% nel 2003. I verdi insieme all'Unione dei Francofoni, federalista, e a Interesse Fiammingo, nazionalista, sono quasi uno dei pochi partiti ad essere al momento all'opposizione del governo regionale del democristiano (CD&V) Yves Leterme.
Alle elezioni politiche del 2007, il partito ha ottenuto il 4% dei voti, con un incremento dell'1,5%. In tal modo i verdi sono riusciti ad essere rappresentati in Parlamento, conquistando 4 seggi.

## Ideologia
I Verdi Fiamminghi sono un partito ecologista, progressista, molto attento alle questioni sociali, tanto da essere definito un partito di estrema sinistra.
È membro del Partito Verde Europeo e mantiene buoni rapporti con i verdi francofoni, Ecolo.

## Struttura

### Segretari politici (1981-2003)
| Segretario | Segretario        | Periodo   |
| ---------- | ----------------- | --------- |
| 1          | Leo Cox           | 1981–1989 |
| 2          | Johan Malcorps    | 1989–1995 |
| 3          | Wilfried Bervoets | 1995–1997 |
| 4          | Jos Geysels       | 1997–2003 |
| 5          | Dirk Holemans     | 2003      |

### Presidenti (dal 2003)

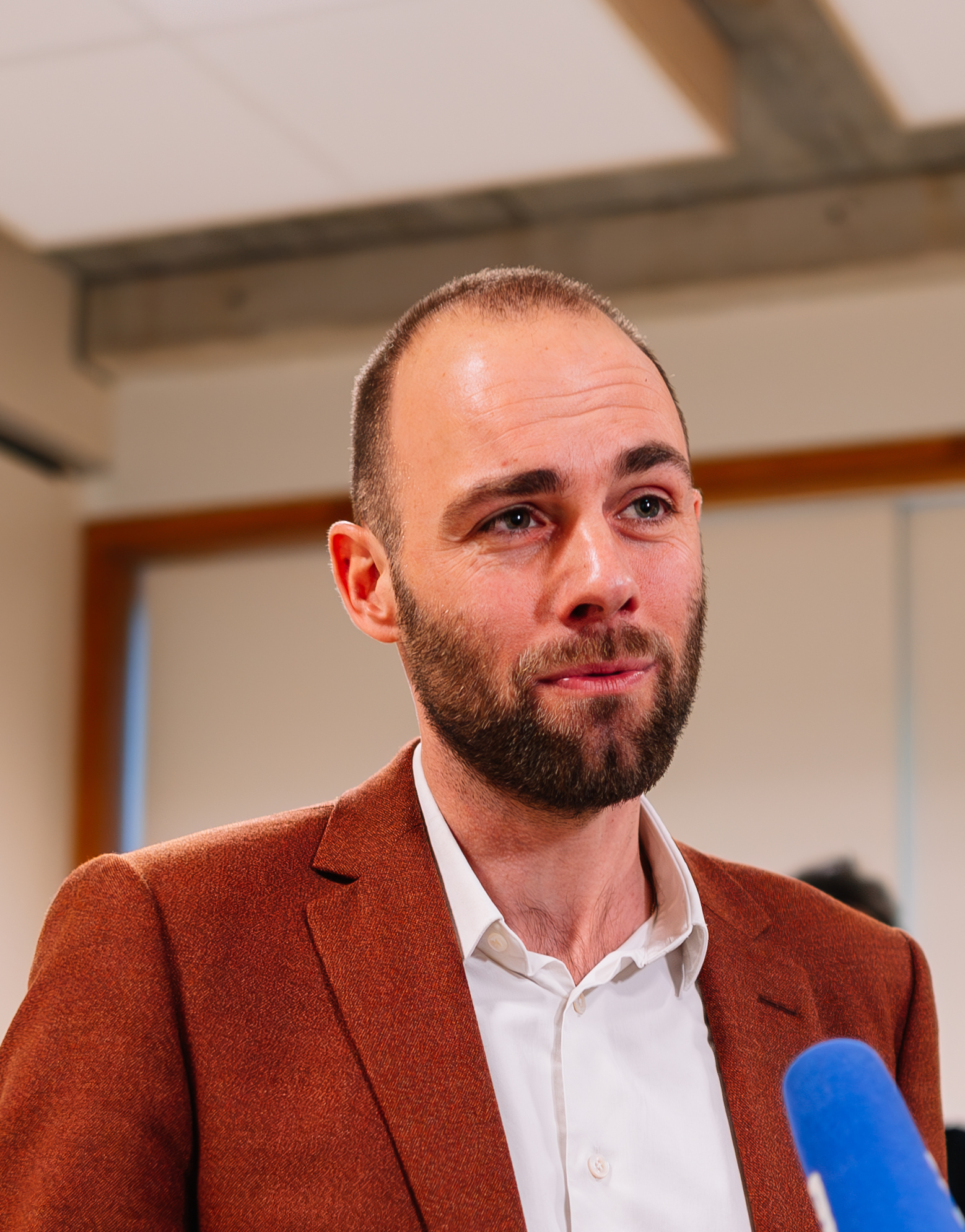
Bart Dhondt, presidente dal 2024

| Presidente(i)                  | Periodo                             | Note                        | Vicepresidente                                                                |
| ------------------------------ | ----------------------------------- | --------------------------- | ----------------------------------------------------------------------------- |
| Vera Dua                       | 15 november 2003 – 10 november 2007 | Eletta il 15 novembre 2003. | non applicabile                                                               |
| Mieke Vogels                   | 10 novembre 2007 – 24 ottobre 2009  | Eletta il 10 novembre 2007. | Wouter Van Besien (dal 17 maggio 2008)                                        |
| Wouter Van Besien              | 24 ottobre 2009 – 15 novembre 2014  | Eletto il 24 ottobre 2009.  | Björn Rzoska (fino al 19 gennaio 2013) Elke Van den Brandt (dal gennaio 2013) |
| Meyrem Almaci                  | 15 novembre 2014 – 11 giugno 2022   | Eletta il 15 novembre 2014. | Jeremie Vaneeckhout                                                           |
| Meyrem Almaci                  | 15 novembre 2014 – 11 giugno 2022   | Eletta il 19 ottobre 2019.  | Dany Neudt                                                                    |
| Nadia Naji Jeremie Vaneeckhout | 11 giugno 2022 – 19 dicembre 2024   | Eletti l'11 giugno 2022.    | non applicabile                                                               |
| Bart Dhondt                    | 19 dicembre 2024 – in carica        | Eletto il 19 dicembre 2024. | Natacha Waldmann                                                              |

## Simboli storici e attuali

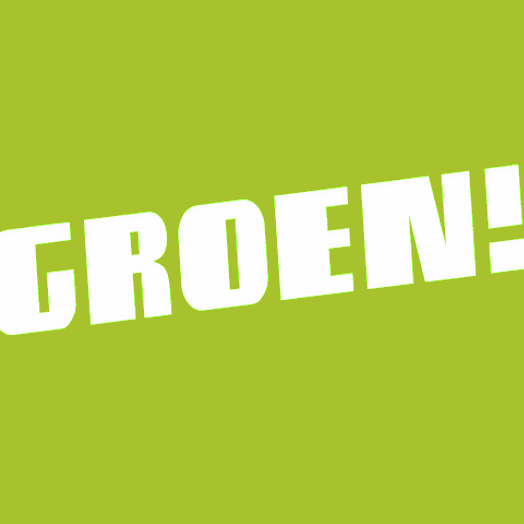
2003-2012
2012-2022
Dal 2022

## Risultati elettorali
| Elezione          | Elezione     | Voti    | %    | Seggi   |
| ----------------- | ------------ | ------- | ---- | ------- |
| Parlamentari 1981 | Camera       | 138.575 | 2,30 | 2 / 212 |
| Parlamentari 1981 | Senato       | 121.016 | 2,03 | 1 / 106 |
| Europee 1984      | Europee 1984 | 246.712 | 4,31 | 1 / 24  |
| Parlamentari 1985 | Camera       | 226.758 | 3,74 | 4 / 212 |
| Parlamentari 1985 | Senato       | 229.206 | 3,82 | 2 / 106 |
| Parlamentari 1987 | Camera       | 275.437 | 4,48 | 6 / 212 |
| Parlamentari 1987 | Senato       | 299.049 | 4,92 | 3 / 106 |
| Europee 1989      | Europee 1989 | 446.539 | 7,57 | 1 / 24  |
| Parlamentari 1991 | Camera       | 299.550 | 4,86 | 7 / 212 |
| Parlamentari 1991 | Senato       | 314.360 | 5,14 | 5 / 106 |
| Europee 1994      | Europee 1994 | 396.198 | 6,65 | 1 / 25  |
| Parlamentari 1995 | Camera       | 269.058 | 4,43 | 5 / 150 |
| Parlamentari 1995 | Senato       | 223.355 | 3,73 | 1 / 40  |
| Europee 1999      | Europee 1999 | 464.042 | 7,46 | 2 / 25  |
| Parlamentari 1999 | Camera       | 434.449 | 6,99 | 9 / 150 |
| Parlamentari 1999 | Senato       | 438.931 | 7,09 | 3 / 40  |
| Parlamentari 2003 | Camera       | 162.205 | 2,47 | 0 / 150 |
| Parlamentari 2003 | Senato       | 161.024 | 2,46 | 0 / 40  |
| Europee 2004      | Europee 2004 | 320.874 | 4,94 | 1 / 24  |
| Parlamentari 2007 | Camera       | 265.828 | 3,98 | 4 / 150 |
| Parlamentari 2007 | Senato       | 241.151 | 3,64 | 1 / 40  |
| Europee 2009      | Europee 2009 | 322.149 | 4,90 | 1 / 22  |
| Parlamentari 2010 | Camera       | 285.989 | 4,38 | 5 / 150 |
| Parlamentari 2010 | Senato       | 251.546 | 3,89 | 1 / 40  |
| Parlamentari 2014 | Camera       | 358.947 | 5,32 | 6 / 150 |
| Europee 2014      | Europee 2014 | 447.391 | 6,69 | 1 / 21  |
| Parlamentari 2019 | Camera       | 413.836 | 6,10 | 8 / 150 |
| Europee 2019      | Europee 2019 | 525.908 | 7,81 | 1 / 21  |
| Parlamentari 2024 | Camera       | 324.608 | 4,71 | 6 / 150 |
| Europee 2024      | Europee 2024 | 450.781 | 6,32 | 1 / 22  |
|                   |              |         |      |         |